# Marquesado de Aranda
El marquesado de Aranda es un título nobiliario español creado el 18 de marzo de 1710 por el rey Felipe V de España a favor de Francisco de Aranda y Quintanilla, superintendente general de la Justicia Militar de Flandes, alcalde de Casa y Corte, del Consejo y Cámara de Castilla, caballero de la Orden de Santiago.

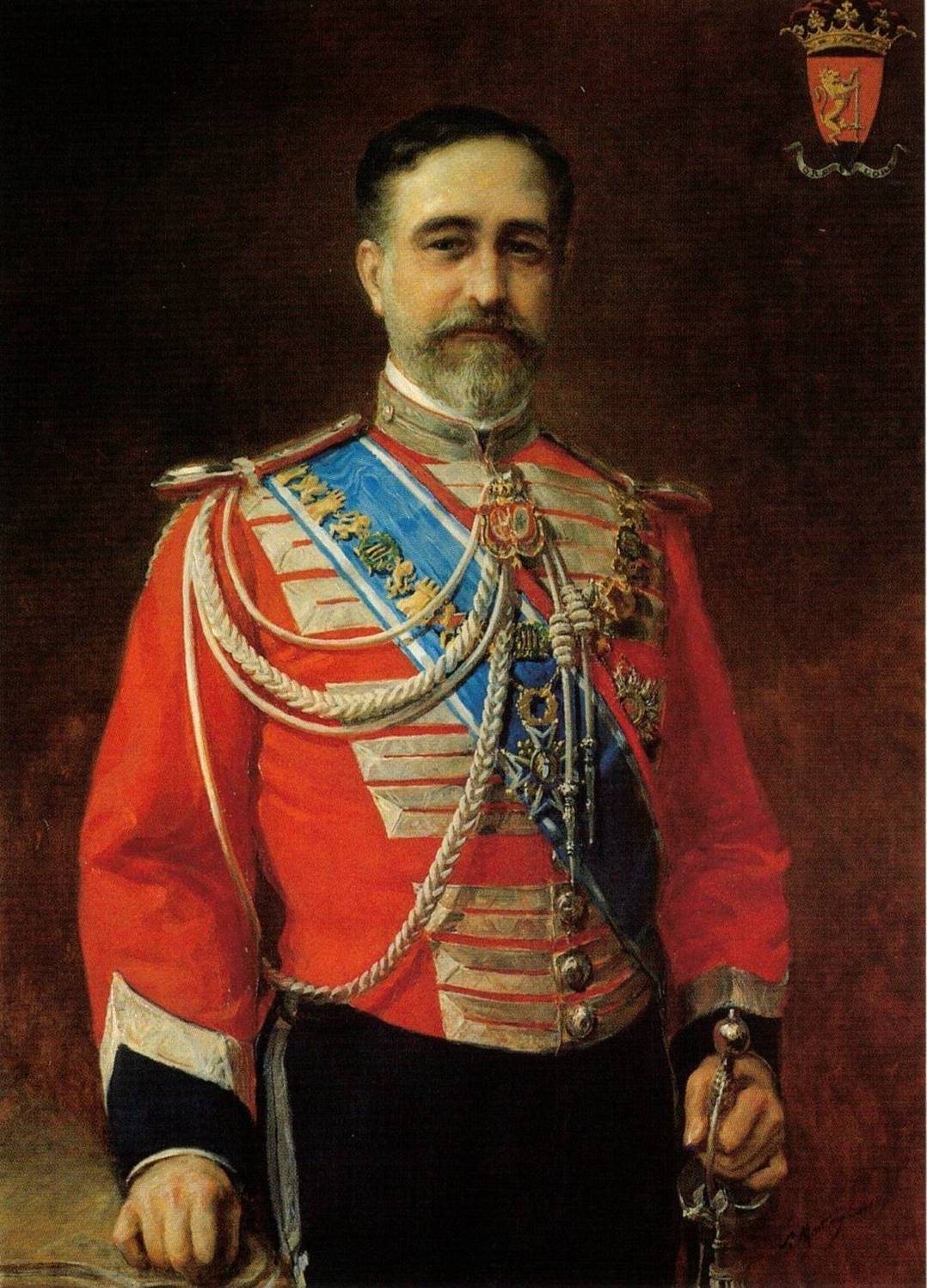
Jacobo Ozores y Mosquera, marqués de Aranda. Salvador Martínez Cubells. 1902. (Palacio del Senado de España)

## Marqueses de Aranda
|                       | Titular                                      | Periodo               |
| Creación por Felipe V | Creación por Felipe V                        | Creación por Felipe V |
| --------------------- | -------------------------------------------- | --------------------- |
| I                     | Francisco de Aranda y Quintanilla            | 1710-1724             |
| II                    | María Teresa de Aranda Quintanilla y Mendoza | 1724-                 |
| III                   | Luis Mosquera y Aranda                       |                       |
| IV                    | Mariano Mosquera y Moscoso                   |                       |
| V                     | Luis Mosquera y Moscoso                      |                       |
| VI                    | Luis Mosquera y Novales                      |                       |
| VII                   | María Josefa Mosquera y Novales              | -1840                 |
| VIII                  | Jacobo o Santiago Ozores y Mosquera          | 1840-1902             |
| IX                    | Gonzalo Ozores y Saavedra                    | 1902-1960             |
| X                     | Alfonso Ozores y Saavedra                    | 1960-1964             |
| XI                    | Gonzalo Ozores y Urcola                      | 1964-2009             |
| XII                   | Beatriz Ozores y Rey                         | 2009-actual titular   |